# Clasamentul pe medalii la Jocurile Olimpice de vară din 1948
Acesta lista este clasamentul pe medalii la Jocurile Olimpice de vară din 1948, cu toate țările care au cucerit medalii la Jocurile Olimpice de vară din 1948 de la Londra, în perioada 29 iulie – 14 august. 4.104 sportivi din 59 de țări au participat. Germania și Japonia, puterile învinse în cel de-al Doilea Război Mondial, nu au fost invitate. Uniunea Sovietică a ales să nu participe. Nici România nu a trimis sportivi la Londra, din cauza a situației economice dificile.

## Tabelul medaliilor
Ordinea țărilor din acest tabel este în conformitate cu regulile oficiale publicate în convenția COI și cu informațiile oferite de către Comitetul Olimpic Internațional. Așadar, primele țări sunt luate în ordinea numărului de medalii de aur. Apoi, sunt luate în considerare medaliile de argint, iar mai apoi cele de bronz. Dacă scorul este egal, țările sunt ordonate alfabetic.
Pentru a sorta acest tabel după o anumită coloană, apăsați pe iconița  de lângă titlul coloanei.
Legendă
      Țara gazdă
| Loc                | Țară                             | Aur | Argint | Bronz | Total |
| ------------------ | -------------------------------- | --- | ------ | ----- | ----- |
| 1                  | Statele Unite ale Americii (USA) | 38  | 27     | 19    | 84    |
| 2                  | Suedia (SWE)                     | 16  | 11     | 17    | 44    |
| 3                  | Franța (FRA)                     | 10  | 6      | 13    | 29    |
| 4                  | Ungaria (HUN)                    | 10  | 5      | 12    | 27    |
| 5                  | Italia (ITA)                     | 8   | 11     | 8     | 27    |
| 6                  | Finlanda (FIN)                   | 8   | 7      | 5     | 20    |
| 7                  | Turcia (TUR)                     | 6   | 4      | 2     | 12    |
| 8                  | Cehoslovacia (TCH)               | 6   | 2      | 3     | 11    |
| 9                  | Elveția (SUI)                    | 5   | 10     | 5     | 20    |
| 10                 | Danemarca (DEN)                  | 5   | 7      | 8     | 20    |
| 11                 | Olanda (NED)                     | 5   | 2      | 9     | 16    |
| 12                 | Marea Britanie (GBR)             | 3   | 14     | 6     | 23    |
| 13                 | Argentina (ARG)                  | 3   | 3      | 1     | 7     |
| 14                 | Australia (AUS)                  | 2   | 6      | 5     | 13    |
| 15                 | Belgia (BEL)                     | 2   | 2      | 3     | 7     |
| 16                 | Egipt (EGY)                      | 2   | 2      | 1     | 5     |
| 17                 | Mexic (MEX)                      | 2   | 1      | 2     | 5     |
| 18                 | Africa de Sud (RSA)              | 2   | 1      | 1     | 4     |
| 19                 | Norvegia (NOR)                   | 1   | 3      | 3     | 7     |
| 20                 | Jamaica (JAM)                    | 1   | 2      | 0     | 3     |
| 21                 | Austria (AUT)                    | 1   | 0      | 3     | 4     |
| 22                 | India (IND)                      | 1   | 0      | 0     | 1     |
| 22                 | Peru (PER)                       | 1   | 0      | 0     | 1     |
| 24                 | Iugoslavia (YUG)                 | 0   | 2      | 0     | 2     |
| 25                 | Canada (CAN)                     | 0   | 1      | 2     | 3     |
| 26                 | Portugalia (POR)                 | 0   | 1      | 1     | 2     |
| 26                 | Uruguay (URU)                    | 0   | 1      | 1     | 2     |
| 28                 | Ceylon (CEY)                     | 0   | 1      | 0     | 1     |
| 28                 | Cuba (CUB)                       | 0   | 1      | 0     | 1     |
| 28                 | Spania (ESP)                     | 0   | 1      | 0     | 1     |
| 28                 | Trinidad și Tobago (TRI)         | 0   | 1      | 0     | 1     |
| 32                 | Coreea de Sud (KOR)              | 0   | 0      | 2     | 2     |
| 32                 | Panama (PAN)                     | 0   | 0      | 2     | 2     |
| 34                 | Brazilia (BRA)                   | 0   | 0      | 1     | 1     |
| 34                 | Iran (IRI)                       | 0   | 0      | 1     | 1     |
| 34                 | Polonia (POL)                    | 0   | 0      | 1     | 1     |
| 34                 | Puerto Rico (PUR)                | 0   | 0      | 1     | 1     |
| Total (37 CON-uri) | Total (37 CON-uri)               | 138 | 135    | 138   | 411   |